# Ras Hafun
Koordinaten: 10° 26′ 37″ N, 51° 24′ 54″ O

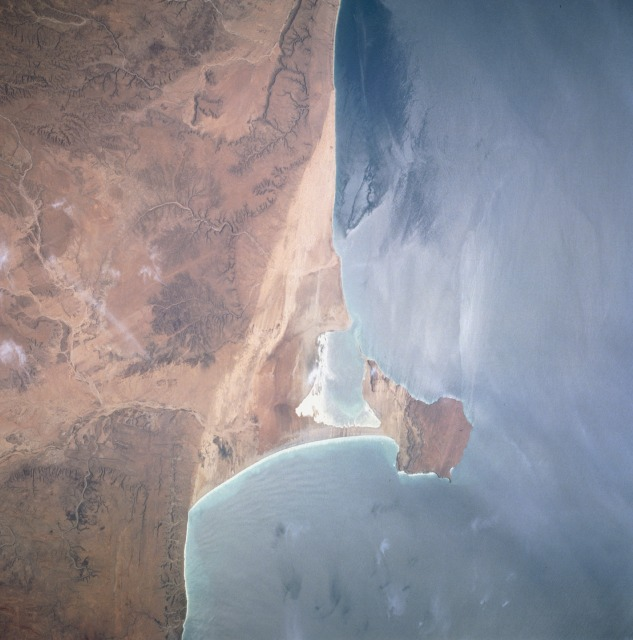
Die Halbinsel Ras Hafun aus dem Weltraum

Ras Hafun (Kap Hafun; somalisch Raas Xaafuun, arabisch رأس حافون, DMG Raʾs Ḥāfūn; auch Kap der Gewürze) ist ein Kap in Somalia am Horn von Afrika und der östlichste Festlandpunkt Afrikas, 14 km weiter östlich als das 150 km nördlichere Kap Guardafuil. Es befindet sich an der Ostspitze einer gleichnamigen Halbinsel, die 40 km in den Indischen Ozean hineinragt, und ist nach dem 15 km westlich befindlichen Dorf Hafun benannt. Es leben etwa 2500–5000 Menschen auf Ras Hafun, hauptsächlich Fischer.

## Geografie

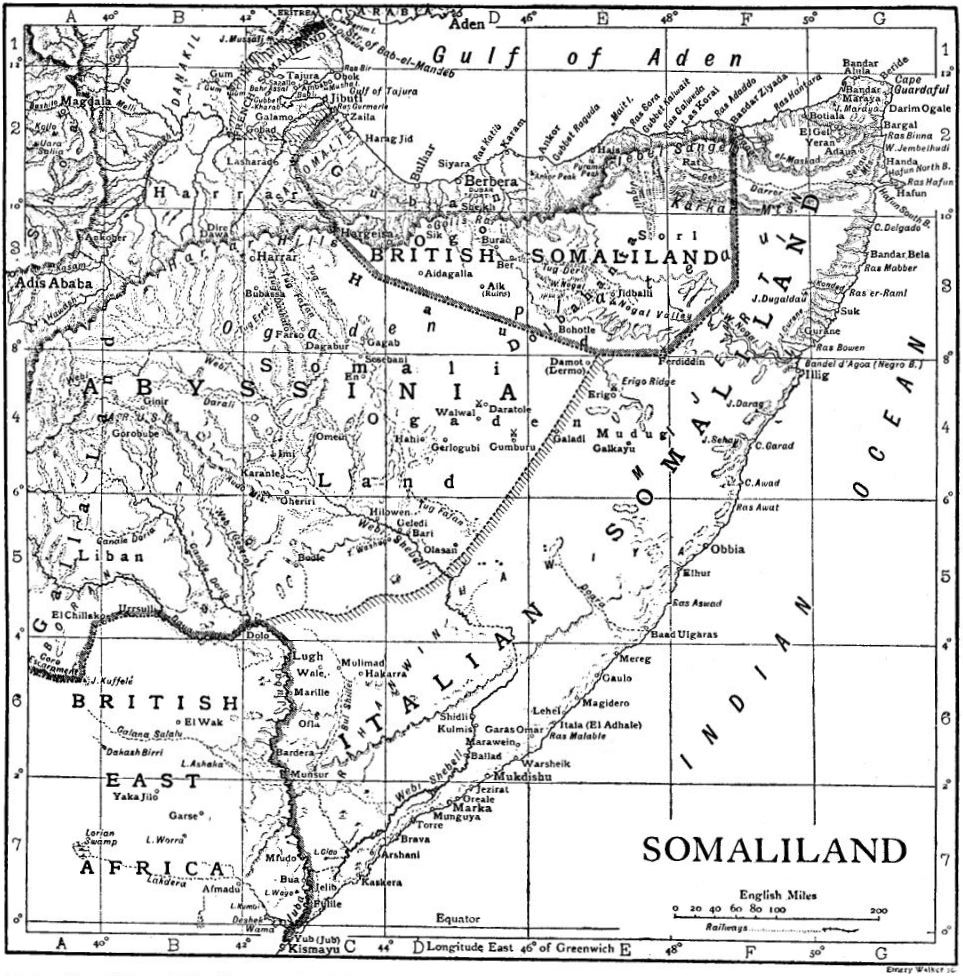
Karte Somalias von 1911 mit Ras Hafun im äußersten Osten

Die frühere Insel wird heute von einem 23 km langen, 0,8 bis 2 km breiten und fünf Meter hohen Tombolo, einem Dünenstreifen, mit dem Festland verbunden und bildet im Norden eine flache Lagune. 4,5 km nordwestlich des Kaps befindet sich das Kap Kartuush. Die Bucht im Norden von Ras Hafun heißt Xaafuun Waq und ist Teil des Guardafui-Kanals, diejenige im Süden Xaafuun Koof. Das Kap Hafun selbst ist, wie die gesamte Halbinsel, felsig und größtenteils baumlos. Es gehört zur Region Bari, die in Puntland liegt.
Die Internationale Hydrografische Organisation definierte das Kap 1953 als Südgrenze des Arabischen Meeres.
Auf der Halbinsel leben mehrere Vogelarten, darunter Weißbürzel-Singhabicht, Somalitaube und Somaliläuferlerche, daher sie soll Naturschutzgebiet werden.

## Geschichte

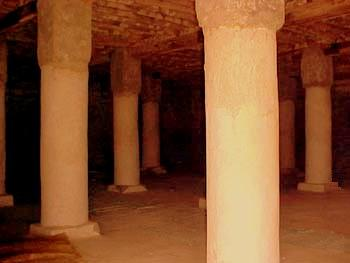
Masjid (Moschee) aus dem 17. Jahrhundert in Hafun

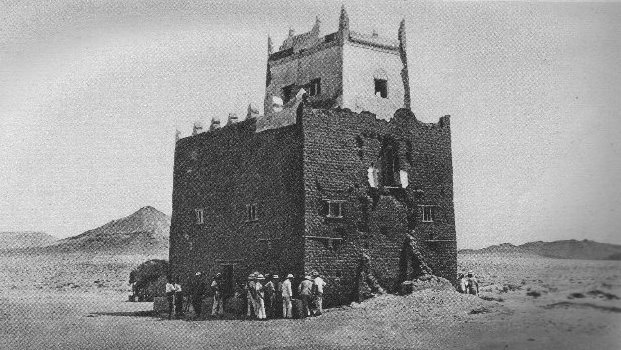
Ein Fort des Majeerteen-Sultanats in Hafun

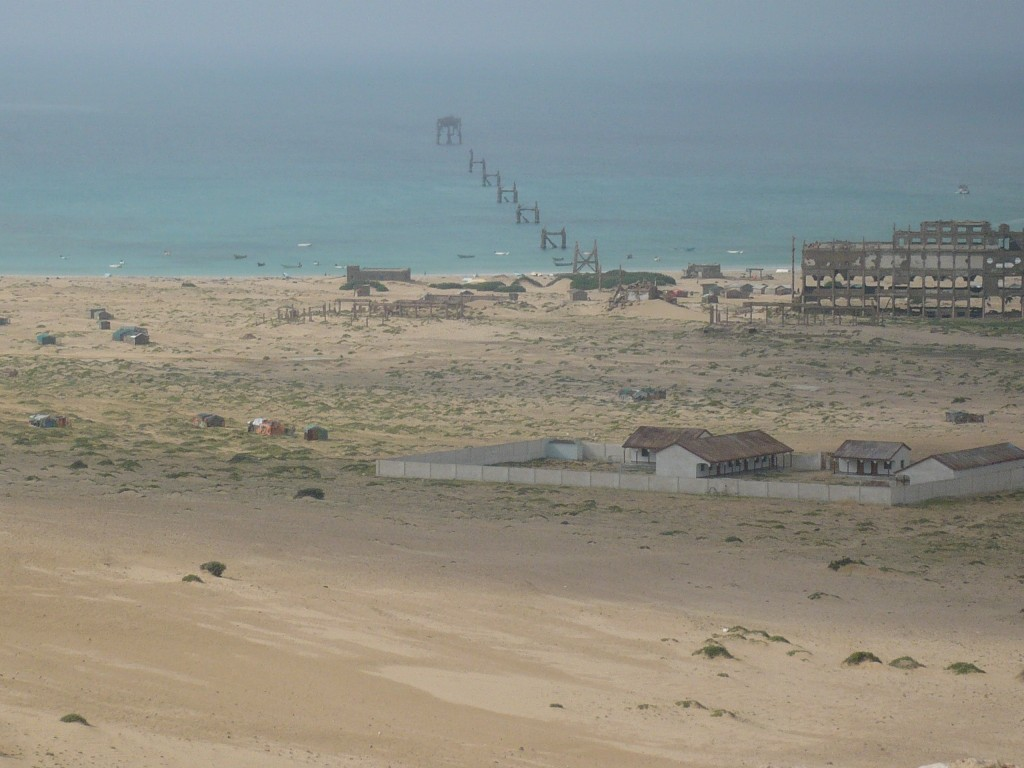
Ruinen der italienischen Saline Hafun

Auf der Halbinsel befinden sich mehrere antike Bauwerke und Ruinen. Hafun wurde mit der antiken Handelsstadt Opone identifiziert, die im Periplus Maris Erythraei aus dem ersten Jahrhundert erwähnt wird. Sie war ein viel bereistes Zentrum des Zimthandels, doch auch Nelken, Gewürze, Elfenbein, Tierfelle und Weihrauch wurden gehandelt. Bei Ausgrabungen wurden unter anderem antike Münzen, römische, altägyptische und arabische Töpferei sowie Keramiken aus dem Partherreich (1. Jh. v. Chr.) und dem Sassanidenreich (2. bis 5. Jh.) in Persien, dem Niltal, dem Nahen Osten, dem Oman (Suhar), Mesopotamien, dem Mittelmeerraum (hellenistisch) und möglicherweise Indien, größtenteils aus dem 1. Jahrhundert v. Chr. bis frühen 1. Jahrhundert, entdeckt. Außerdem existierte in Hafun eine Nekropole.
Im Oktober 1924 gingen die italienischen Kolonialherrscher in Ras Hafun und Alula an Land, um den Aufstand des Sultans zu unterdrücken. Die Streitkräfte des Sultan leisteten Widerstand und es gab Kämpfe. Die Italiener beschlagnahmten alle Handelsschiffe im Hafen von Hafun und zerstörten die kleineren. Nachdem der Sultan sich weigerte, sich zu ergeben, intensivierte sich der Krieg. Der von Hersi Boqor, dem Sohn des Sultans angeführte Widerstand besetzte im Dezember Ras Hafun und vertrieb die Italiener. Aus Rache bombardierten die Italiener mehrere Orte an der Küste. 1926 kehrte Hafun zu den Italienern zurück und war anschließend bis 1941 Teil von Italienisch-Somaliland bzw. Italienisch-Ostafrika, bis 1949 unter britischer Militäradministration und ab 1950 UN-Treuhandgebiet unter italienischer Verwaltung, bis Somalia 1960 unabhängig wurde.
1930 bauten die Italiener auf Ras Hafun die damals größte Saline der Welt. Sie produzierte bis zu 240.000 Tonnen Salz pro Jahr, das hauptsächlich nach Indien und Fernost verschifft wurde. 1941 wurde die Saline von der britischen Armee bombardiert. In der Folge ging die Leistung stark zurück, in den 1950er Jahren wurde die Saline geschlossen. Die Ruinen stehen noch heute.
Im Dezember 2004 spürte die Halbinsel die stärksten Auswirkungen des Tsunamis im Indischen Ozean in ganz Afrika; viele Häuser wurden zerstört, 19 Menschen starben und 140 wurden vermisst.